# Mattfeldia
Genre
Mattfeldia est un genre de plante à fleurs de la famille des Asteraceae. Il doit son nom au botaniste allemand Johannes Mattfeld.

## Liste d'espèces
Selon Catalogue of Life (9 août 2017) :
- Mattfeldia triplinervis Urb.

Selon NCBI (9 août 2017) :
- Mattfeldia triplinervis

Selon The Plant List (9 août 2017) :
- Mattfeldia triplinervis Urb.

Selon Tropicos (9 août 2017) :
- Mattfeldia triplinervis Urb.